# Alma Pöysti
Alma Pöysti (* 16. März 1981 in Helsinki) ist eine finnlandschwedische Schauspielerin.

## Leben
Alma Pöysti wurde 1981 in der zweisprachigen Stadt Helsinki (schwedisch Helsingfors) geboren. Sie entstammt einer Theaterfamilie. Ihr Vater ist der Theaterregisseur Erik Pöysti. Zu ihren Großeltern zählen die Schauspieler Lasse Pöysti und Birgitta Ulfsson. Ulfsson hatte u. a. Auftritte im ersten Stück über die Mumins mit dem Titel Mumintrollet och kometen der Schriftstellerin und Malerin Tove Jansson im Jahr 1948. Durch die Zusammenarbeit entstand auch eine private Freundschaft zwischen Pöystis Großeltern und Jansson, die Pöysti schließlich 2017 in einer Theaterproduktion des Svenska Teatern sowie 2020 im Film Tove verkörperte. Durch die Bekanntschaft ihrer Großeltern mit Jansson lernte Pöysti im Alter von 5 Jahren die Schriftstellerin bei einem Familienessen auch einmal persönlich kennen.
Nach ihrem Schulabschluss nahm sich Pöysti ein Jahr Auszeit, das sie in Paris verbrachte. Pöysti besuchte anschließend die Theaterakademie Helsinki, an der sie nach ihrem zweiten Bewerbungsversuch aufgenommen wurde. Dort machte sie ihren Masterabschluss.
Ihre Darstellung von Tove Jansson in der 2020 veröffentlichen Filmbiografie Tove markierte Pöystis erste Hauptrolle in einem Film. Für die weibliche Hauptrolle neben Jussi Vatanen in Aki Kaurismäkis Tragikomödie Fallende Blätter (2023) wurde sie für den Europäischen Filmpreis und den Golden Globe nominiert.

## Filmografie
- 2012: Liebe auf Finnisch (Vuosaari)
- 2016: Flowers of Evil
- 2020: Tove
- 2023: Neljä pientä aikuista
- 2023: Blackwater – Im Schatten der Vergangenheit (Händelser vid vatten, Fernsehserie, 6 Folgen)
- 2023: Fallende Blätter (Kuolleet lehdet)
- 2025: Rörelser

## Auszeichnungen
- 2021: Jussi für Beste weibliche Hauptrolle für Tove[13]
- 2023: Dragon Award beim Göteborg Film Festival für das Beste Schauspiel für Neljä pientä aikuista[14]
- 2023: Nominierung für den Europäischen Filmpreis als European Actress für Fallende Blätter[15]
- 2024: Nominierung für den Golden Globe als Best Actress in a Motion Picture, Comedy or Musical für Fallende Blätter[12]
- 2024: Nominierung für den Satellite Award als Best Actress in a Motion Picture, Comedy or Musical für Fallende Blätter[16]